# Pilot Pen Tennis 2008

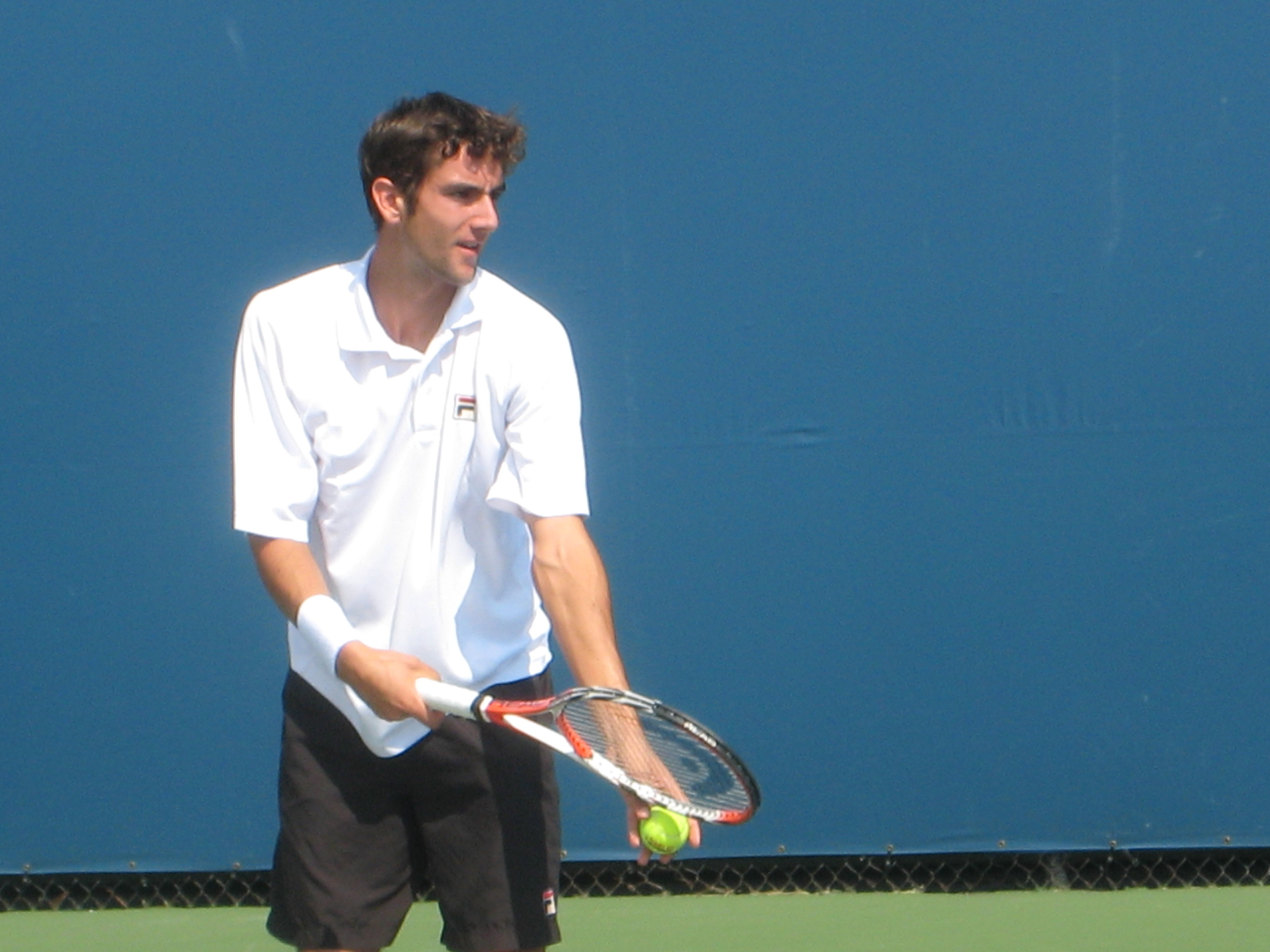
Переможець в одиночному розряді Марин Чилич

Pilot Pen Tennis 2008 - чоловічий і жіночий тенісний турнір, що проходив на відкритих кортах з твердим покриттям. Це був 40-й за ліком Connecticut Open. Належав до серії International в рамках Туру ATP 2008, а також до серії Tier II в рамках Туру WTA 2008. Відбувся в Cullman-Heyman Tennis Center у Нью-Гейвені (США) й тривав з 15 до 23 серпня 2008 року.

## Фінальна частина

### Одиночний розряд, чоловіки
Марин Чилич —  Марді Фіш, 6–4, 4–6, 6–2
- Для Чилича це був 1-й титул за кар'єру.

### Одиночний розряд, жінки
Каролін Возняцкі —  Анна Чакветадзе, 3–6, 6–4, 6–1
- Для Возняцкі це був 2-й титул за сезон і за кар'єру.

### Парний розряд, чоловіки
Марсело Мело /  Андре Са —  Магеш Бгупаті /  Марк Ноулз, 7–5, 6–2

### Парний розряд, жінки
Квета Пешке /  Ліза Реймонд —  Сорана Кирстя /  Моніка Нікулеску, 4–6, 7–5, [10–7]